# Тепа, Францишек

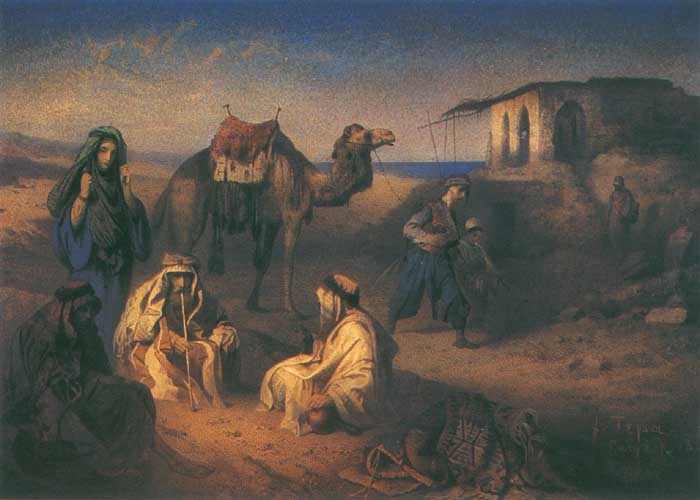
Ф.Тепа. Привал бедуинов у заброшенного караван-сарая в Сирии.1864 г.

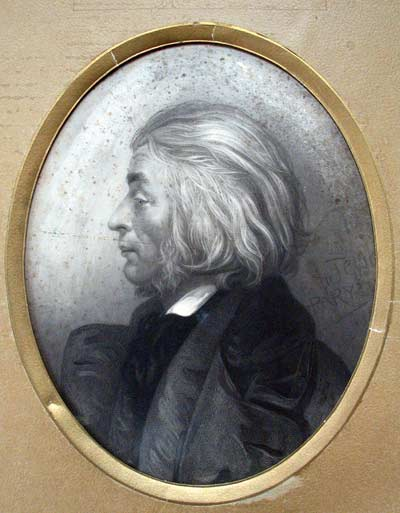
Францишек Тепа. Портрет поэта Адама Мицкевича.

Франци́шек Те́па (пол. Franciszek Tepa; 17 сентября 1829, Львов, Австрийская империя — 23 декабря 1889, там же) — польский художник, портретист.

## Биография
Начал обучаться живописи с 1842 года у художника Яна Машковского в государственной академии Львова.
В 1844 году продолжил учебу в академии изобразительных искусств в Вене. В 1847—48 годах учился у Фердинанда Вальдмюллера, затем у Вильгельма Каульбаха в Мюнхенской Академии изящных искусств.
После этого переехал в Париж, где в 1854—60 годах стажировался у французских исторических и жанровых живописцев, портретистов Леона Конье и Ари Шеффера.
Участник Kunstverein в Мюнхене.

## Творчество
Вся жизнь Тепы была тесно связана с родным городом. Уже будучи известным художником, он даже отказался от предложения принять профессуру в Краковской Школе изящных искусств, чтобы не покидать Львова.
В его творческом наследии большое место занимают написанные маслом и акварелью портреты, картины, изображающие жанровые сцены и восточные мотивы.
Наиболее известным является выполненный им в Париже портрет поэта Адама Мицкевича.
В 1852—53 годах художник сопровождал графа Адама Потоцкого в путешествии по Греции, Египту и Палестине. Под впечатлением от поездки Францишек Тепа в своих последующих произведениях постоянно возвращается к теме «ориенталистики».
Художник неоднократно участвовал в выставках в Кракове и Львове.
С 1861 года постоянно находился во Львове, создавая картины на этнографические и Фольклорные темы, с видами представителей простого народа Галиции, в том числе гуралей, цыган, евреев, для Природоведческого музея мецената, графа Влодзимежа Дзедушицкого (ныне Государственный природоведческий музей НАН Украины во Львове).
Обучал мастерству ряд польских живописцев, среди которых, в частности, был Францишек Жмурко.
Работы Ф. Тепы сейчас находятся в коллекциях Национального музея в Варшаве, Кракове, Вроцлаве и во Львовской галерее искусств.